# Федеріко Ґравіна
Федеріко Карлос Ґравіна-і-Наполі (*Federico Carlos Gravina y Nápoli, 12 серпня 1756 —9 березня 1806) — іспанський адмірал часів Наполеонівських війн.

## Життєпис
Походив зі знатного іспанського родуа. Син Джованні Ґравіни-Монкади, герцога Сан-Мігель, іспанського гранда, та Леонори Наполі-Монтеапорто, принцеси Різетени. Втім насправді був позашлюбним сином іспанського короля Карла III.
Навчався в коледжі Клементіна в Римі. Потім закінчив морську школу в Картахені. У 1768 за допомоги свого стрийко Федеріко — посла Неаполітанського королівства в Іспанії — став гардемарином, записаний на службу до іспанського флоту. Служив мічманом на фрегаті «Санта-Клара», з якими мандрував до Бразилії. У 1777 році пережив кораблетрощу у затоці ла-Плата, втім зміг врятуватися. У 1778 році повернувся до Іспанії, де отримав звання лейтенанта. Того ж року брав участь у поході проти алжирських піратів.
1779 року очолив шебеку «Сен-Луїс». У 1779—1782 роках брав участь в блокаді Гібралтару. У 1782 році брав участь у битві з англійським флотом у Спартеля. Згодом брав участь у поході проти острова Менорка, яким володіли англійці. Відзначився у штурмі форту Сан-Феліпе. За це отримав підвищення до капітана.
У 1785 році призначається командувачем ескадри, з якою здійснив похід проти алжирських піратів. У 1788 році відправився до Стамбулу, доставивши османського посла Юсуфа-ефенді на батьківщину. У 1789 проведений в коммодори і незабаром призначений командиром фрегата «Пац», з яким здійснив подорож до генерал-капітанства Гватемала. У 1790 році очолив лінійний корадь[що?] «Пола», на якому брав участь в евакуації іспанської залоги з міста Оран.
З 1793 році призначається заступником командувача іспанським флотом, разом з британським адмінаром Самуелем Гудом брав участь в бойових діях в районі Тулона, облозі самого міста. У 1793—1794 роках брав участь у військових діях проти Франції. Водночас відвідав англійське місто Портсмут, де вивчав військово-морську тактику і ведення бою. По поверненню очолив ескадру з 4 кораблів.
Після того як у 1796 році за Сан-Ільдефонським договором Іспанія стала союзником Франції, у 1803 році командував іспанською ескадрою, що брала участь у складі французького флоту в експедиції в Сан-Домінго.
У 1804 році призначається послом до Франції, як представник Іспанії був присутній на коронації імператора Наполеона I, відіграв значну роль в укладанні франко-іспанського союзу в січні 1805 року. Незабаром повернувся до Іспанії, де його призначили командувачем іспанським флотом.
У лютому 1805 року з 7 судами приєднався до ескадрі адмірала Вільньова. Брав участь у битві при Ферролі. У жовтні того ж року командував іспанським флотом з 15 кораблів у складі об'єднаного франко-іспанського флоту, який зазнав поразки від британського флоту на чолі із Гораціо Нельсоном у битві при Трафальгарі. Перебуваючи на флагмані — «Принц Астурійський»— проявив видатну хоробрість, вступивши в бій відразу з 3 англійськими кораблями. Під час бою був важко поранений, зумів відвести кораблі, що зумів дійти до Кадіса.
Помер від гангрени у 1806 році. Поховано в Пантеоні видатних моряків в Сан-Фернандо (Кадіс).